# 达门多夫
达门多夫（德語：Damendorf）是德国石勒苏益格－荷尔斯泰因州的一个市镇。总面积7.48平方公里，总人口412人，其中男性204人，女性208人（2011年12月31日），人口密度55人/平方公里。